# Regatul Serbiei
Regatul Serbiei sârbă Краљевина Србија, cu alfabetul latin: Kraljevina Srbija a fost înființat când prințul Milan Obrenovici, guvernatorul Principatului Serbiei a fost încoronat rege în 1882. Principatul Serbiei era guvernat de Casa Karađorđevici începând din 1817 (uneori fiind înlocuit de Casa Obrenovici). Principatul, suveranul Porții, a expulzat toate trupele otomane până în 1867, de facto asigurându-și independența. Congresul de la Berlin din 1878, recunoscuse oficial independența Principatului Serbiei.
În afacerile internaționale, Regatul Serbiei a fost predecesorul legal al Iugoslaviei, care a fost înființat după Primul Război Mondial la Conferința de Pace de la Versailles din 1919. Cu toate acestea, pe plan intern Regatul Serbiei a încetat să mai existe în 1918, când împreună cu Regatul Muntenegrului s-au unit cu Statul slovenilor, croaților și sârbilor pentru a fonda Regatul sârbilor, croaților și slovenilor.

## Istorie
Regatul a luptat câteva războaie, printre care și Războiul sârbo-bulgar din 1885, Războaiele balcanice din 1912–1913 (Primul război balcanic în 1912–1913 și Al doilea război balcanic în 1913). A câștigat prima victorie aliată a primului război balcanic în 1914, dar în 1915 a fost ocupat de o alianța externă formată din trupele austro-ungare germane, și bulgare. După sfârșitul războiului, acesta s-a unificat cu Regatul Muntenegrului, și cu perioada scurtă a Statului slovenilor, croaților și slovenilor pentru a înființa Regatul sârbilor, croaților și slovenilor, iar mai târziu cunoscut cu numele Regatul Iugoslaviei.

## Domnitori

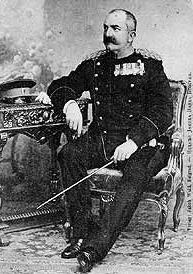
Milan Obrenovici, regele Serbiei

În ciuda existenței sale relativ scurte, Regatul Serbiei a fost condus de două dinastii: Casa de Obrenovici și de Casa de Karađorđevici. Regele Milan Obrenovici a domnit de la 6 martie 1882 până pe 6 martie 1889, când a abdicat. El a fost urmat de fiul său, Alexandru I, care a domnit de la 6 martie 1889 până pe 11 iunie 1903, când a fost asasinat de un grup de ofițeri. Asasinarea cuplului regal (regele și regina Draga) de către Mâna Neagră a șocat Europa. Acest lucru a deschis calea pentru descendenții familiei Karađorđe (Karageorge), considerată ca fiind dinastia care a alungat robia turcă, de a reveni la tron. Inițial Petru Karađorđevici nu a acceptat coroana, fiind dezgustat de lovitura de stat organizată de Mâna Neagră. Cu toate acestea a acceptat să devină rege al Serbiei, unde a domnit de la 15 iunie 1903 până la 1 decembrie 1918, ziua proclamării Regatului Sârbilor, Croaților și Slovenilor.

## Orașe

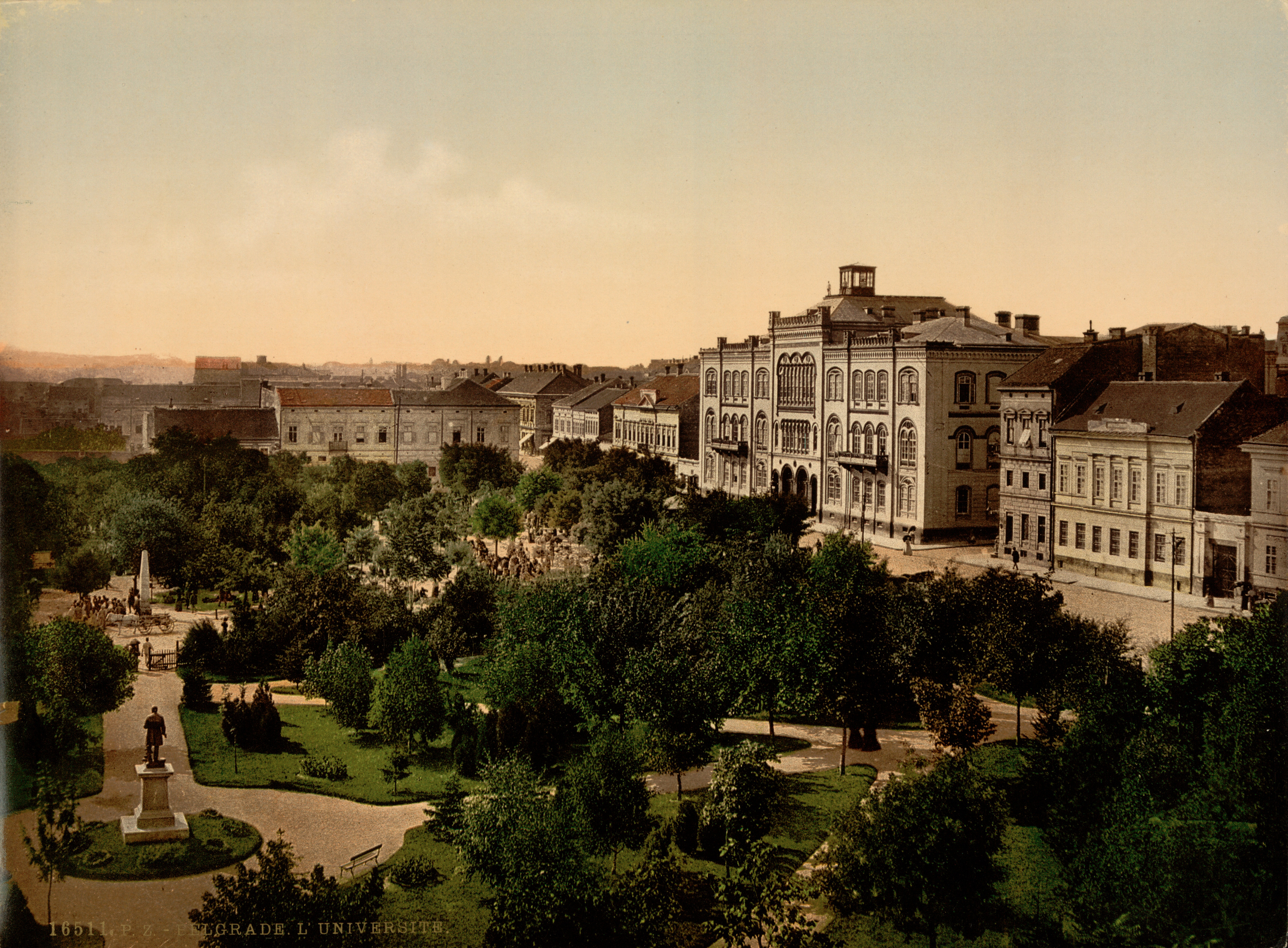
Sediul central al Universității din Belgrad din 1890

Cele mai mari orașe din Regatul Serbiei (conform statisticilor populației din 1910-1912), au fost:
- Belgrad 100.000
- Prizren 60.000
- Bitola 54.000
- Skopje 50.000
- Niș 25.000
- Veles 24.000
- Priștina 20.000
- Prilep 20.000
- Kragujevac 18.500
- Ohrid 18.000
- Leskovac 14.300
- Tetovo 14.000
- Požarevac 13.600
- Šabac 12.800
- Kosovska Mitrovica 12.000
- Vranje 10.500
- Pirot 10.000

## Legături externe

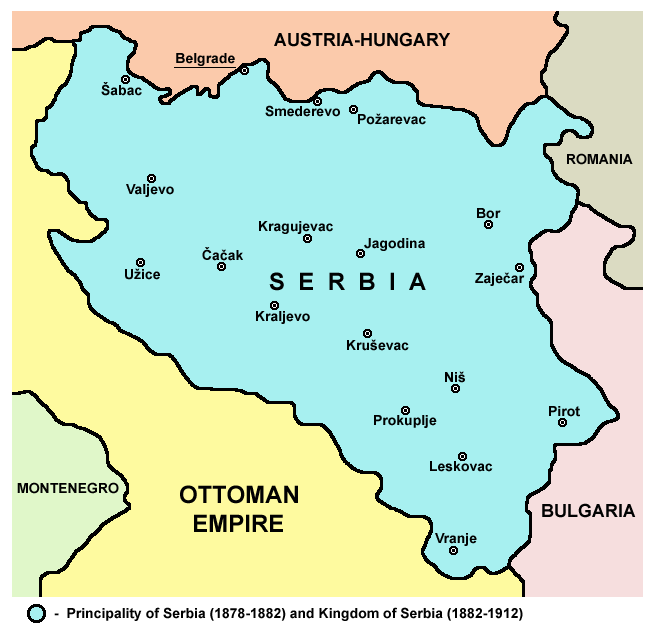
Principatul Serbiei în 1878.
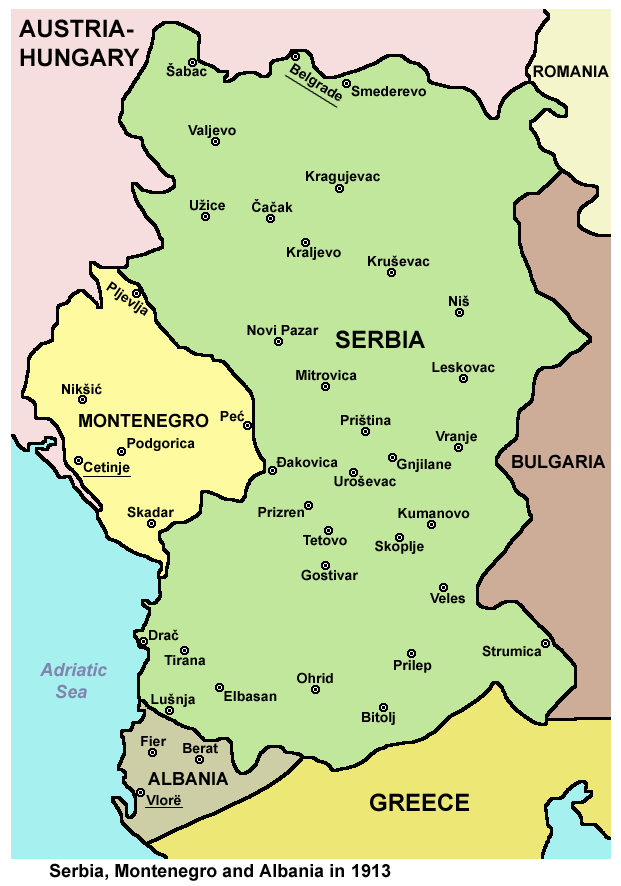
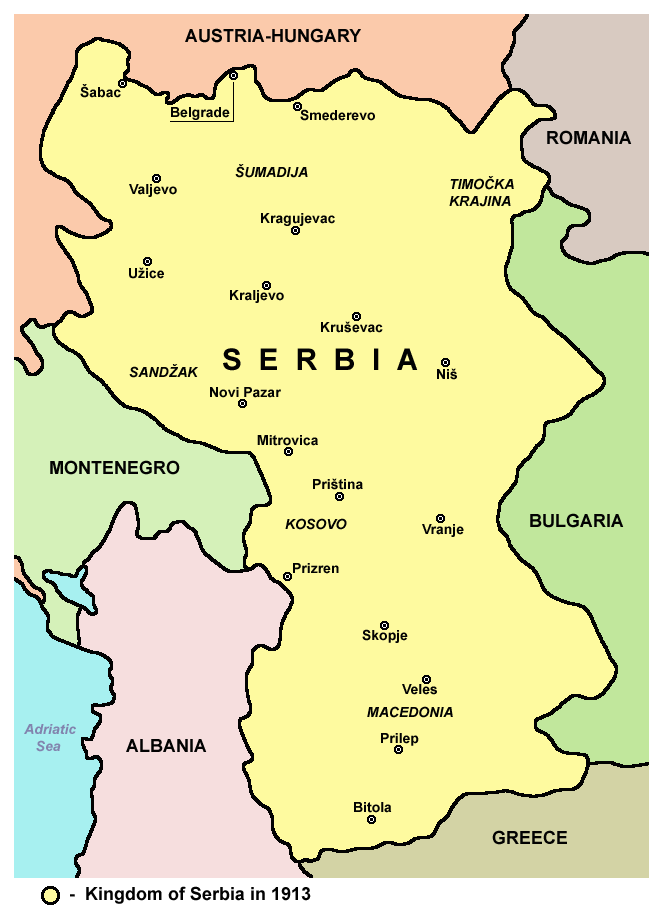
Regatul Serbiei în 1913, urmat de Războaiele balcanice.
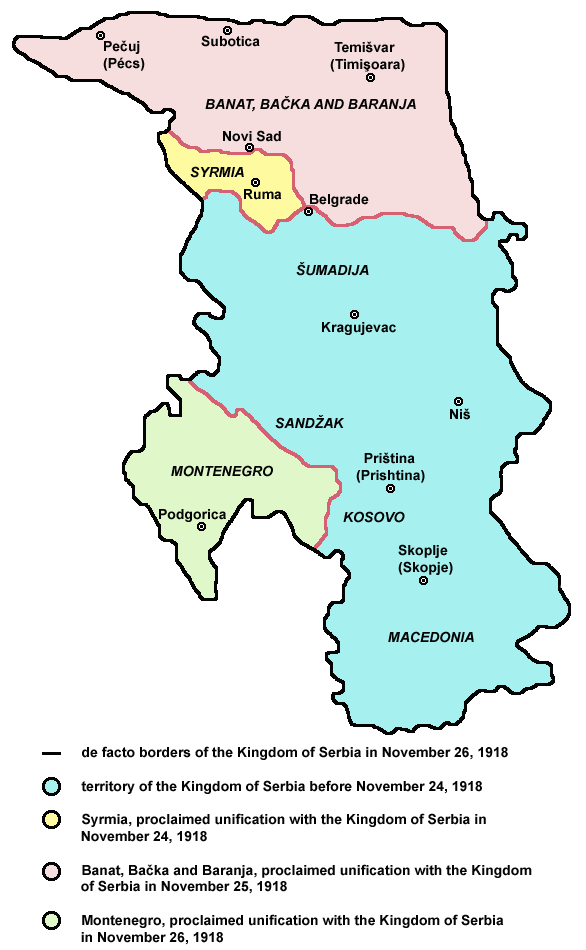
Regatul Serbiei în 1918 (27 noiembrie – 1 decembrie), urmat de unificare acestuia cu Syrmia (24 noiembrie) şi cu Voivodina (Banat, Bácska şi Baranja, 25 noiembrie) precum şi cu Regatul Muntenegrului la Adunarea de la Podgorica (27 noiembrie).
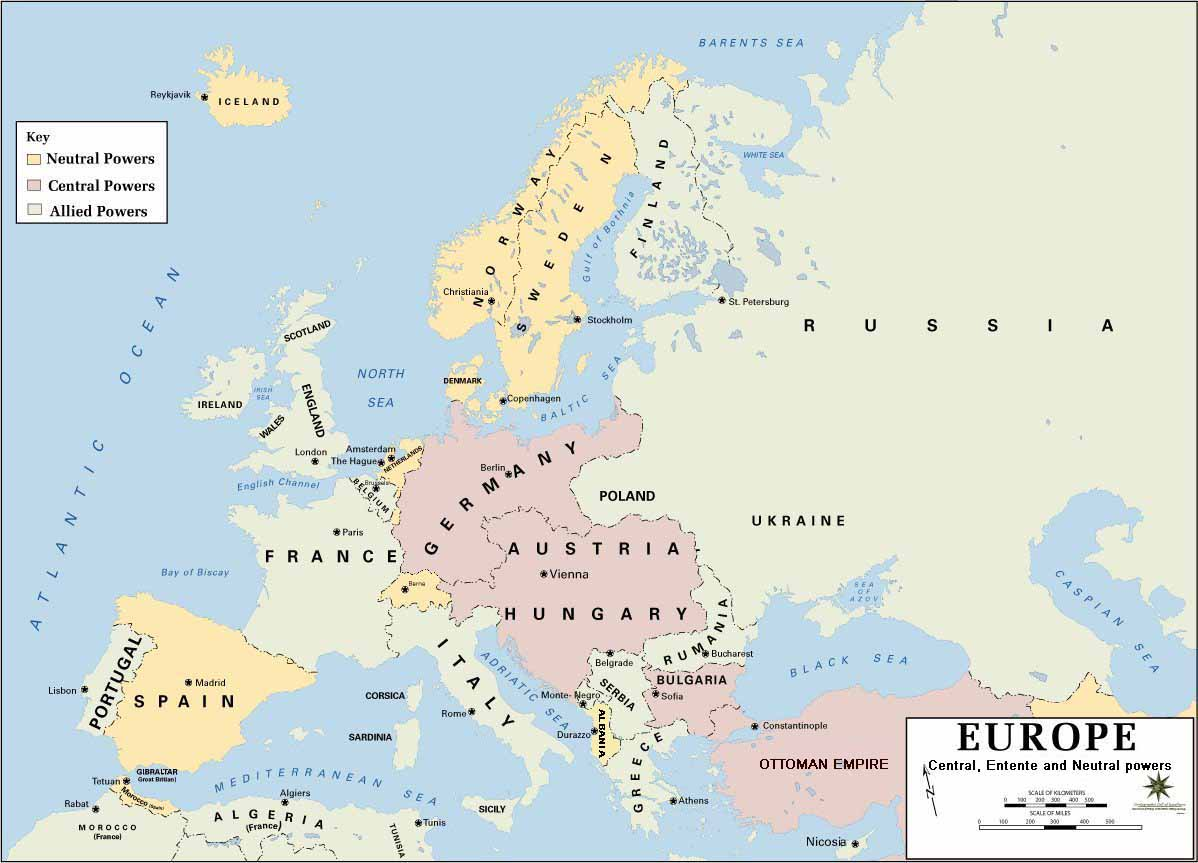
Regatul Serbiei în Europe, 1914.